# Tot terreny
|  | Aquest article tracta sobre el vehicle tot terreny. Vegeu-ne altres significats a «Enduro». |

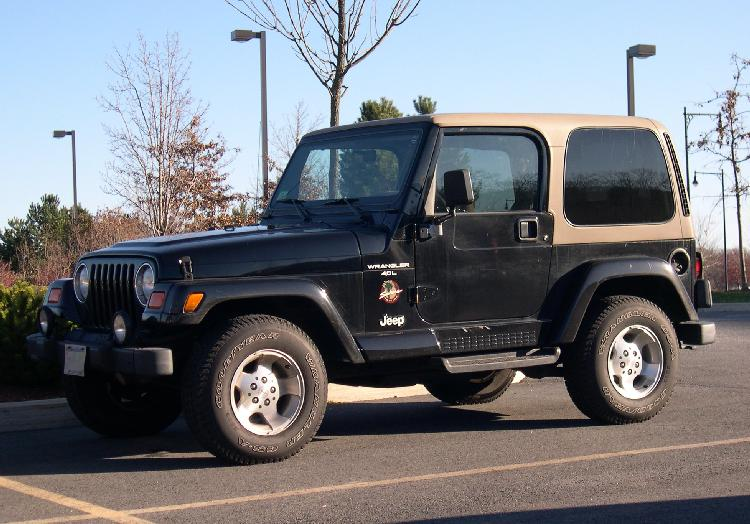
Jeep Wrangler, un automòbil tot terreny similar a l'utilitzat per l'exèrcit nord-americà en la Segona Guerra Mundial.

Un automòbil tot terreny o vehicle tot terreny, conegut simplement com tot terreny o jeep (per vulgarització), és un tipus d'automòbil dissenyat per ser conduït per tota mena de terreny. Aquests automòbils van sorgir com a necessitat en les guerres de principis del segle xx, i van ser adaptats per a ús civil i aprofitats per realitzar travessies, vigilar zones protegides i moure's en terrenys aspres o relliscosos. Gairebé tots els automòbils tot terreny actuals incorporen tracció a les quatre rodes. Avui en dia són imprescindibles en zones rurals, d'alta muntanya, deserts i, en general, en qualsevol lloc de difícil accés per als vehicles utilitaris. No obstant això, l'ús d'aquests vehicles s'estén més enllà del professional, que continua existint, i per això avui en dia el més comú és l'ús recreatiu.

## Els vehicles esportius utilitaris (SUV)
Un vehicle esportiu utilitari (SUV) tradicional és un automòbil tot terreny que té xassís i està adaptat per a un ús majoritari en asfalt. Aquests no disposen de reductora i poden no tenir tracció a les quatre rodes, la seva suspensió té recorregut menor i el refús al terra és menor. Els SUV, encara capaços en camp, en no comptar amb reductora la seva capacitat de sorteig d'obstacles és menor que en els altres vehicles tot terreny. També solen ser menys resistents davant l'ús intensiu en condicions adverses de conducció. Els vehicles esportius utilitaris «compactes» tenen xassís monocasc i estan basats en plataformes de tracció davantera convertits en tracció integral, o en les quatre rodes.
Els tot terreny compten, de manera imprescindible, amb reductora, que és el que permet optimitzar l'energia del motor per a la superació d'obstacles complicats. També uns angles capaços de superar aquests obstacles, així com un xassís creat per superar els esforços en aquest tipus d'usos, podent ser xassís de travessers i travessers o bé monocasc. No obstant això, per a l'usuari mitjà de vehicles 4x4 en la pràctica no hi ha diferència entre els dos a l'hora de circular per camins i vies públiques, ja que en molts països la circulació camp a través és prohibida.
En molts països, aquest vehicle és usat en les desfilades militars, especialment per portar al Primer Mandatari i el seu Ministre de Defensa Nacional, quan aquests revisen Tropes amb Honors d'Ordenança. A Xile, aquesta tradició va ser imposada pels presidents Ricardo Lagos Escobar i Michelle Bachelet Jeria durant 9 anys consecutius en la Parada Militar. A més, quan aquest vehicle trasllada al cap de les Forces de Presentació i de la Guarnició Militar de la Zona, on s'efectua aquesta desfilada per demanar autorització al Cap d'Estat i, després, per desfilar davant de la Tribuna d'Honor. Aquesta Tradició, es va iniciar als anys 40 durant la Segona Guerra Mundial i ha estat replicada en gairebé tot el món.

## Consells per utilitzar tot terrenys

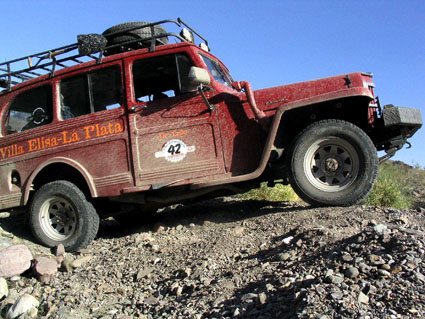
Antic tot terreny en acció.

Els automòbils tot terrenys no són vehicles indestructibles. No s'ha de sobreestimar la capacitat de superar obstacles. Al circular per camins en mal estat o terrenys relliscosos, s'ha d'operar amb cura l'accelerador, la direcció i els frens, igual que en qualsevol altre automòbil. El conductor ha de concentrar-se en conduir amb seguretat. Un vehicle amb tracció a les quatre rodes no està exclusivament dissenyat per circular a camp a través ni per passar per l'aigua; s'han d'evitar aquestes situacions de circulació sempre que sigui possible.
Quan se li demana a algú que remolqui l'automòbil, cal que es confirmi en el manual d'instruccions del model que el mètode de remolc és adequat abans de començar l'operació. En particular, quan el vehicle és posat en una plataforma mòbil i algunes de les seves rodes no poden girar, és probable que es ocasioni un bloqueig de la unitat de tracció o que el vehicle salti fora de la plataforma, podent ocasionar un accident.
Després de circular per camins en mal estat, s'ha d'inspeccionar amb compte cada document indicat en el manual, com l'oli dels diferencials o els baixos del vehicle.
Com que la força de tracció s'aplica a les quatre rodes, l'estat dels pneumàtics afecta en gran manera al rendiment. Cal inspeccionar la pressió d'aire a cada roda i canviar la posició de les rodes periòdicament, d'acord amb el manual.
Quan es reemplacen els pneumàtics i/o les llandes, totes han de ser de la mateixa mida i marca, ja que totes elles han de girar a la mateixa velocitat, en cas contrari, es pot danyar la transmissió.